# Mechtild van Nassau (1280–1323)
Mechtild van Nassau (vóór 1280 – Heidelberg, 19 juni 1323), Duits: Mechtild Gräfin von Nassau, was een gravin uit de Walramse Linie van het Huis Nassau en door huwelijk hertogin van Opper-Beieren en paltsgravin bij de Rijn.

## Biografie
Mechtild was de oudste dochter van graaf Adolf van Nassau en Imagina van Isenburg-Limburg, een dochter van Gerlach I van Isenburg, heer van Limburg an der Lahn en Imagina van Blieskastel. Ze huwde te Neurenberg op 1 september 1294 met paltsgraaf Rudolf I ‘de Stamelaar’ (Bazel (?), 4 oktober 1274 – in Engeland (?), 12 augustus 1319). Door dit huwelijk had Mechtilds vader, die in 1292 tot rooms-koning was gekozen, de eerste van de seculiere keurvorsten en rivalen van aartsbisschop Gerhard II van Mainz als bondgenoot en met hem, aangezien hertog Otto III van Neder-Beieren een oude tegenstander van de Habsburgers was, beide Beierse hertogen aan zijn zijde. Rudolf en Otto vochten aan de zijde van Adolf in de Slag bij Göllheim waar Adolf sneuvelde.
Na de dood van Adolf sloot Rudolf zich aan bij de partij van zijn oom Albrecht I van Habsburg, maar het sterke dynastieke beleid van de nieuwe koning zorgde voor een nieuw conflict. De moeder van Rudolf, Mathilde van Habsburg, trad op als regentes voor haar jongste zoon, de toekomstige keizer Lodewijk IV ‘de Beier’. Een burgeroorlog tegen Lodewijk als gevolg van nieuwe geschillen over de deling van Beieren werd in 1313 beëindigd met het sluiten van de vrede in München. Tijdens deze Beierse Broederoorlog werd Rudolf gesteund door Mechtilds broer Gerlach I van Nassau.
Lodewijk nam ook de Palts met geweld in bezit op basis van het verdrag dat hij op 26 februari 1317 met zijn broer Rudolf sloot. Volgens het verdrag zou Lodewijk alleen regeren zolang het geschil met de Habsburgers over de troon duurde. Deze oorlog eindigde echter pas in augustus 1322, jaren na Rudolfs dood in 1319 in Engeland. Pas na de dood van Mechtild in 1323, wier haat tegen Lodewijk een duurzame verzoening onmogelijk had gemaakt, vond er een verzoening plaats tussen Lodewijk en de drie zonen van Mechtild en Rudolf. In 1329 gaf Lodewijk in het huisverdrag van Pavia de Palts terug aan de zonen van Mechtild en Rudolf.
Mechtild overleed op 19 juni 1323 in Heidelberg. Ze werd begraven in Klooster Klarenthal bij Wiesbaden. Haar lichaam werd overeenkomstig haar verzoek naar het door haar vader gestichte klooster overgebracht.

## Graftombe
De graftombe van Mechtild bevond zich midden in het koor voor het altaar. Op een met kwatrijnen versierde sokkel bevond zich de grafplaat in reliëf met de afbeelding van de overledene in eigentijdse gewaden en sluier met een kroon. Haar hoofd rustte op een kussen, haar handen waren in gebed gevouwen en aan de voeten van de figuur lag een leeuw. De van binnenuit te lezen inscriptie begon aan het hoofd van de figuur en liep met de klok mee de plaatraad zonder lijnen om; ze werd aan de voorheen zuidelijke en oostelijke zijden van de tombeafdekking vervolgens in tegengestelde richtingen voortgezet. Wapenschilden zijn niet overgeleverd. De inscriptie luidt: “+ ANNO · D(OMI)N/I · M° · CCC · XXVIII · I(N) · DIE · SA(N)CTORV(M) · GER/VASII · ET · PRO/TASII · O(BIIT) · ILLVSTRISSIMA · D(OMI)NA · MEZZA · DVCISSA · / D(OMI)NI · ADOLFI · REVGN · ROMANORV(M) · MATER · D(OMI)NOINORV(M) · DVCVM / BAWARIE”. Het jaar 1328 in de inscriptie wordt door twee auteurs onafhankelijk van elkaar overgeleverd, en stond dus op het monument. Mogelijk gebruikte men het jaar van de overbrenging naar het klooster in plaats van het overlijdensjaar. Denkbaar is ook dat het actuele jaar, dus het jaar van maken, abusievelijk op de tombe is geschreven. In het eerste geval kan de inscriptie ook later zijn aangebracht. De graftombe werd in 1632 of 1650 uit de tot ruïne vervallen kloosterkerk overgebracht naar de Mauritiuskerk in Wiesbaden. Die kerk werd in 1850 door brand verwoest, de graftombe ging daarbij verloren. Van de graftombe resteert nog slechts een tekening van Heinrich Dors uit zijn in 1632 gepubliceerde Epitaphienbuch.

## Kinderen
Uit het huwelijk met Rudolf werden de volgende kinderen geboren:
1. Lodewijk (1297 – vóór 5 april 1311, begraven te Fürstenfeld), verloofd op 28 november 1308 met Maria van Luxemburg (1305 – Issoudun, maart 1324, begraven te Montargis).
2. Adolf ‘de Eerlijke’ (Wolfratshausen, 27 september 1300 – Neustadt an der Weinstraße, 29 januari 1327).
3. Rudolf II ‘de Blinde’ (Wolfratshausen, 8 augustus 1306 – Neustadt an der Weinstraße, 4 oktober 1353), paltsgraaf bij de Rijn sinds 1329.
4. Ruprecht I ‘de Rode’ (Wolfratshausen, 9 juni 1309 – Neustadt an der Weinstraße, 16 februari 1390), paltsgraaf bij de Rijn sinds 1329.
5. Mechtild (1312 – 25 november 1375) huwde tussen 28 juni 1330 en 20 september 1331 met graaf Johan III van Sponheim-Starkenburg († 20 december 1398).

Haar kinderen stonden na het overlijden van haar echtgenoot onder voogdij van graaf Johan van Nassau-Dillenburg.

## Voorouders
| Voorouders van Mechtild van Nassau | Voorouders van Mechtild van Nassau                                                                        | Voorouders van Mechtild van Nassau                                                                        | Voorouders van Mechtild van Nassau                                                    | Voorouders van Mechtild van Nassau                                                    | Voorouders van Mechtild van Nassau                                                   | Voorouders van Mechtild van Nassau                                                   | Voorouders van Mechtild van Nassau                                                   | Voorouders van Mechtild van Nassau                                                   |
| ---------------------------------- | --- | --- | ------------------------------------------------------------------------------------- | ------------------------------------------------------------------------------------- | ------------------------------------------------------------------------------------ | ------------------------------------------------------------------------------------ | ------------------------------------------------------------------------------------ | ------------------------------------------------------------------------------------ |
| Betovergrootouders                 | Walram I van Nassau (ca. 1146–1198) ⚭ Kunigunde (?–1198)                                                  | Otto I van Gelre en Zutphen (?–1207) ⚭ ca. 1185 Richardis van Beieren (?–1231)                            | Diederik I van Katzenelnbogen (?–1214/19) ⚭ ? (?–?)                                   | ? (?–?) ⚭ ? (?–?)                                                                     | Gerlach IV van Isenburg (?–vóór 1167) ⚭ ? (?–?)                                      | ? (?–?) ⚭ ? (?–?)                                                                    | Folmar II van Blieskastel (?–vóór 1223) ⚭ Jutta van Saarbrücken (?–?)                | Hendrik II van Sayn (?–1204) ⚭ 1228 Agnes van Saffenberg (?–1201)                    |
| Overgrootouders                    | Hendrik II ‘de Rijke’ van Nassau (ca. 1180–1247/50) ⚭ vóór 1215 Machteld van Gelre en Zutphen (?–na 1247) | Hendrik II ‘de Rijke’ van Nassau (ca. 1180–1247/50) ⚭ vóór 1215 Machteld van Gelre en Zutphen (?–na 1247) | Diederik II van Katzenelnbogen (?–1245) ⚭ vóór 1219 Hildegunde (?–?)                  | Diederik II van Katzenelnbogen (?–1245) ⚭ vóór 1219 Hildegunde (?–?)                  | Hendrik I van Isenburg-Cleeberg (?–vóór 1227) ⚭ Irmingard (?–1213/18)                | Hendrik I van Isenburg-Cleeberg (?–vóór 1227) ⚭ Irmingard (?–1213/18)                | Hendrik van Blieskastel (?–1237) ⚭ vóór 1225 Agnes van Sayn (?–1259)                 | Hendrik van Blieskastel (?–1237) ⚭ vóór 1225 Agnes van Sayn (?–1259)                 |
| Grootouders                        | Walram II van Nassau (ca. 1220–1276) ⚭ vóór 1250 Adelheid van Katzenelnbogen (?–1288)                     | Walram II van Nassau (ca. 1220–1276) ⚭ vóór 1250 Adelheid van Katzenelnbogen (?–1288)                     | Walram II van Nassau (ca. 1220–1276) ⚭ vóór 1250 Adelheid van Katzenelnbogen (?–1288) | Walram II van Nassau (ca. 1220–1276) ⚭ vóór 1250 Adelheid van Katzenelnbogen (?–1288) | Gerlach I van Isenburg-Limburg (?–1289) ⚭ Imagina van Blieskastel (?–vóór 1298)      | Gerlach I van Isenburg-Limburg (?–1289) ⚭ Imagina van Blieskastel (?–vóór 1298)      | Gerlach I van Isenburg-Limburg (?–1289) ⚭ Imagina van Blieskastel (?–vóór 1298)      | Gerlach I van Isenburg-Limburg (?–1289) ⚭ Imagina van Blieskastel (?–vóór 1298)      |
| Ouders                             | Adolf van Nassau (ca. 1255–1298) ⚭ ca. 1271 Imagina van Isenburg-Limburg (?–na 1317)                      | Adolf van Nassau (ca. 1255–1298) ⚭ ca. 1271 Imagina van Isenburg-Limburg (?–na 1317)                      | Adolf van Nassau (ca. 1255–1298) ⚭ ca. 1271 Imagina van Isenburg-Limburg (?–na 1317)  | Adolf van Nassau (ca. 1255–1298) ⚭ ca. 1271 Imagina van Isenburg-Limburg (?–na 1317)  | Adolf van Nassau (ca. 1255–1298) ⚭ ca. 1271 Imagina van Isenburg-Limburg (?–na 1317) | Adolf van Nassau (ca. 1255–1298) ⚭ ca. 1271 Imagina van Isenburg-Limburg (?–na 1317) | Adolf van Nassau (ca. 1255–1298) ⚭ ca. 1271 Imagina van Isenburg-Limburg (?–na 1317) | Adolf van Nassau (ca. 1255–1298) ⚭ ca. 1271 Imagina van Isenburg-Limburg (?–na 1317) |